# Digitální demence
Digitální demence je moderní označení pro poruchy v poznávání a snížení mentálních schopností, způsobené dlouhodobou závislostí na digitálních médiích, zejména na počítačích, tabletech a chytrých mobilních telefonech. Týká se to i nadměrného sledování televize. Jedná se např. o závady soustředění pozornosti, závady samostatného myšlení nebo o postupnou ztrátu každodenních vzorců chování a schopnosti zapamatovat si některé důležité detaily používané v běžném životě.

## Původ pojmu

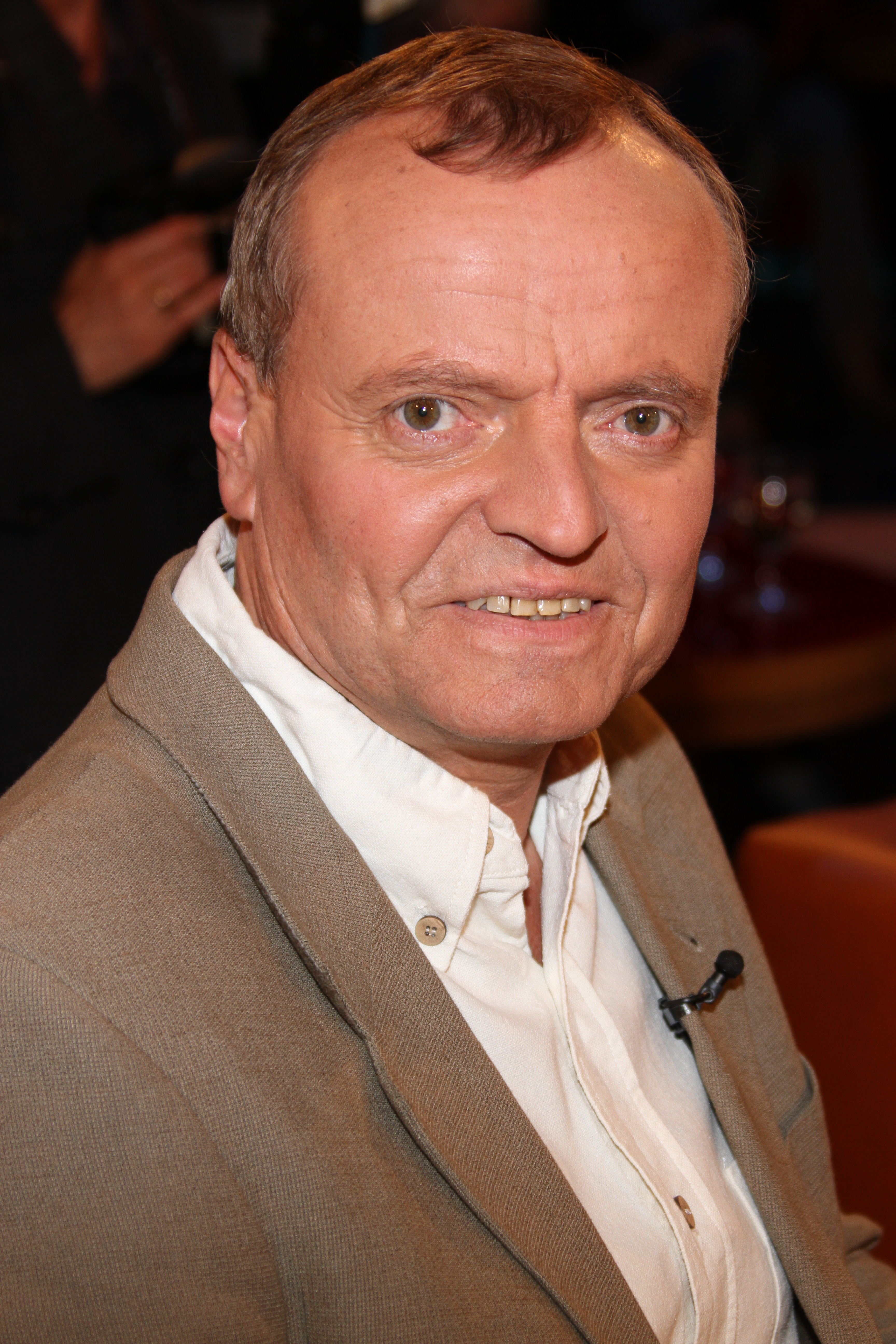
Dr. Manfred Spitzer, autor knihy Digitální demence

Termín digitální demence se objevil v roce 2007 v práci jihokorejských vědců, kteří spojili ztrátu schopnosti zapamatovat si různá přístupová hesla a telefonní čísla s intenzívním užíváním mobilních telefonů a malých kapesních počítačů typu PDA. Tímto problémem se zabývali i mnozí jiní a zpopularizoval jej zejména německý neurolog a psychiatr Manfred Spitzer, když v roce 2012 vydal svou knihu Digitale Demenz. Wie wir uns und unsere Kinder um den Verstand bringen. Ta byla brzy na to přeložena do různých jazyků včetně češtiny.
Kniha vyvolala velký ohlas a je jí věnována celá řada recenzí, a to i českých. Spitzer je kritikem současné digitalizace společnosti. Tvrdí např.: "Steve Jobs a Bill Gates neměli iPad v pěti a laptop v sedmi. Kdyby je tenkrát měli, nic by nikdy nevymysleli."  Mentální úpadek těch, kteří se více než na svůj mozek spoléhají na digitální technické prostředky, demonstruje na řidičích, kteří se spoléhají výhradně na navigace GPS a ochabují tak svůj orientační smysl. Něco podobného potvrzují i výsledky výzkumu pracovníků Národního ústavu duševního zdraví v Klecanech. Ti zjistili, že chodci, kteří pro svou orientaci používali chytré brýle s navigací GPS, vykazovali již po třech měsících sníženou míru konektivity hipokampů s jinými oblastmi mozku. (Hipokampus je součástí velkého mozku a hraje významnou úlohu při prostorové orientaci.) Povrchní zpracování informací snižuje také schopnost kritického myšlení a s ním související vyhledávání relevantních informací a jejich hodnocení.
Spitzerovy úvahy o digitální demenci vyvolávají vedle souhlasných hodnocení také kritické reakce. Spitzer je přesvědčivý zejména tam, kde se uplatňuje jako odborník – neurolog. Věrohodné je třeba jeho vysvětlení, jak se rozvíjí mozek, když navazujeme sociální vztahy. Když však kritizuje videohry (zejména násilné) a sociální sítě, dopouští se paušálních odsudků. Se Spitzerovými závěry je rovněž v rozporu Flynnův efekt. Americký politolog a ekonom James Flynn totiž tvrdí, že inteligence populace v industriální společnosti měřená pomocí IQ od počátku 20. století trvale roste. Problémem může být jednak to, že Spitzer vidí kauzální souvislosti i tam, kde se může jednat o pouhou náhodnou korelaci některých jevů, a další otázkou je, jak inteligenci definujeme a jak ji měříme.